# Fullawaya bradleyi
Fullawaya bradleyi är en insektsart som först beskrevs av Richards 1966.  Fullawaya bradleyi ingår i släktet Fullawaya och familjen långrörsbladlöss. Inga underarter finns listade i Catalogue of Life.